# Sant Paul de Tricastin
Sent Paul de Tricastin (en francès Saint-Paul-Trois-Châteaux) és un municipi francès del departament de la Droma, a la regió d'Alvèrnia-Roine-Alps.